# Mírové náměstí (Jablonec nad Nisou)
Mírové náměstí je hlavním náměstím Jablonce nad Nisou. Náměstí, které se nachází v samotném centru, vévodí funkcionalistická budova nové radnice na severní straně. Na západní straně dolní poloviny náměstí se nachází klasicistní socha z roku 1870, alegorie průmyslu a obchodu. Náměstí je první zastávkou vnitřního městského turistického okruhu vybudovaného v roce 2006.
V první polovině 20. století vedla z Mírového náměstí tramvajová trať do Rychnova.